# Cesta de consumo
Uma cesta de consumo ou cesta de mercadorias é uma conjunto um ou mais itens, em determinadas proporções ou quantidades, especificamente utilizado para controlar o progresso de inflação em uma economia ou mercado específico.
Na teoria da escolha, cada consumidor procura satisfazer as suas necessidades da forma racionalmente perfeita. Ela vai além da simples satisfação das necessidades, pois implica que os indivíduos são capazes de classificar as suas escolhas por ordem de preferência, privilegiando as com o menor custo de oportunidade associado.
É a partir das cestas de consumo agregadas, que se procura representar as preferências agregadas do consumidor, através da curva de indiferença, instrumento teórico que agrega cestas de consumo indiferentes entre si.

## Cesta básica
O tipo mais comum de cesta de consumo é a cesta de bens de consumo usados para definir o Índice de Preços ao Consumidor (IPC). Ela é um exemplo de bens e serviços, oferecidos no mercado de consumo. 
No Brasil, o principal levantamento sobre cesta básica é realizado pelo DIEESE, que utiliza a Cesta Básica Nacional, ou Ração Essencial Mínima, composta de treze gêneros alimentícios com a finalidade de monitorar a evolução do preço deles através de pesquisas mensais em algumas capitais dos estados brasileiros. A quantidade dos gêneros na cesta varia conforme a região. Há leis em alguns estados brasileiros que proporcionam isenção de impostos sobre produtos da cesta básica definida por cada um deles.
Nos Estados Unidos, a amostra é determinada pelo Departamento de Pesquisas do Consumidor realizadas pelo Departamento de Estatísticas do Trabalho. A aferição dos preços é realizada por coletores de dados em uma base mensal, e é processada por especialistas em precificação de mercadorias.
Exemplos de categorias incluídas na cesta são:
- Alimentos e Bebidas (café da manhã, cereais, leite, café, frango, vinho, completo serviço de refeições, lanches)

- Moradia (aluguel da residência principal, os proprietários equivalente ao aluguel, combustível, óleo, mobília do quarto)
- Vestuário (camisas masculinas e camisolas das mulheres, vestidos, jóias)
- Transporte (veículos novos, tarifas de companhia aérea , gasolina, seguro de veículos a motor)
- Assistência médica (a prescrição de medicamentos e suprimentos médicos, os médicos dos serviços, óculos e olho cuidados, serviços hospitalares)
- Recreação (televisores, brinquedos, animais e produtos para animais de estimação, equipamentos esportivos, admissões)
- Educação e Comunicação (mensalidade da faculdade, selos, telefone, serviços de software de computador e acessórios)
- Outros bens e Serviços (de tabaco e produtos de fumo, cortes de cabelo e outros serviços pessoais, despesas de funeral)

## Outras cestas
Outros tipos de cestas são utilizados para definir o Índice de Preço do Produtor (IPP), anteriormente conhecido como o Índice de Preços do Atacado (IPA), bem como vários índices de preços de commodities.